# Веймарн, Александр Фёдорович
Александр Фёдорович Веймарн (Александр Герман фон Веймарн, нем. Alexander Hermann von Weymarn; 1791—1882) — российский государственный деятель, сенатор, действительный тайный советник (1865). Внучатый племянник генерал-поручика И. И. Веймарна, отец генерал-лейтенанта П. А. Веймарна.

## Биография
Родился 6 (17) июня 1791 года, происходил из остзейского рода Веймарнов. Братья Пётр, Иван и Фёдор выбрали военную карьеру и дослужились до генеральского чина.
В 1807 году после окончания Императорского военно-сиротского дома, служил секретарём вятского гражданского губернатора. В 1809 году окончил Императорский Казанский университет, после чего служил в Пермском горном правлении. С 1820 года исправлял должность вятского губернского прокурора.
В 1820-е гг. Веймарн арендовал Омутнинские заводы у сына И. П. Осокина и получил репутацию дельного управляющего. С 1846 года стал управляющим уральскими заводами княгини Бутера-Радали, где по переписи 1858 года проживало 42 287 человек. Эти коммерческие предприятия позволили Веймарну нажить немалое состояние.
В 1834 году произведён в действительные статские советники. С 1838 года — обер-прокурор 1-го Департамента Правительствующего сената. В 1845 году был произведён в тайные советники с назначением сенатором присутствующим во 2-м (с 01.01.1845 г.) и 1-м Департаментах Правительствующего сената. С 1850 года во время отсутствия М. Н. Муравьёва был управляющим Межевым корпусом. С 1858 года вице-директор и директор департамента Министерства юстиции.
В 1865 году произведён в действительные тайные советники. На 1880 год сенатор присутствующий в общем собрании 1-го, 2-го, 3-го Департаментов и Департамента герольдии Правительствующего сената и член Попечительского совета заведений общественного призрения Учреждений императрицы Марии Фёдоровны. Был награждён всеми российскими орденами вплоть до ордена Святого Андрея Первозванного с бриллиантовыми знаками, пожалованного ему в 1878 году.
Умер 12 (24) апреля 1882 года в Санкт-Петербурге.
В браке с Софьей Павловной (1798—1827), дочерью своего соседа по Ямбургскому уезду П. Л. Шемиота, прижил сына Платона. Овдовев, женился на сестре первой жены — Ольге Шемиот (1801—1879).

## Память
В честь А.Ф. Веймарна была названа станция на железной дороге, соединяющей Санкт-Петербург с Ревелем (Таллин), для строительства которой он отдал участок своей земли.